# Łasica żółtobrzucha
Łasica żółtobrzucha (Mustela kathiah) – gatunek małego ssaka z rodziny łasicowatych (Mustelidae). Zamieszkuje lasy sosnowe Bhutanu, Chin, Indii, Laosu, Mjanmy, Nepalu, Tajlandii i Wietnamu. W Czerwonej Księdze IUCN oznaczono go jako gatunek najmniejszej troski. Nazwa pochodzi od zabarwionego na żółto brzucha zwierzęcia. 
Grzbiet i ogon ciemnobrązowe, górna warga, policzki i podgardle żółtobiałe. Długość ciała 25–27 cm, ogon 12.5–15 cm. Długość ogona równa około połowie długości ciała. Waga około 1,5 kg.
Łasice żółtobrzuche żywią się ptakami, myszami, szczurami, i innymi małymi ssakami.
Rozmnażanie łasic żółtobrzuchych jest podobne do blisko im pokrewnych gronostajów (Mustela erminea). Łasice żółtobrzuche przygotowują najpierw norę. Okres godowy późną wiosną lub wczesnym latem, ale implantacja zarodka następuje dopiero na wiosnę następnego roku, w rezultacie czego ciąża trwa 10 miesięcy. Samica rodzi 3-18 młodych w kwietniu lub maju. W wieku 8 tygodni młode są gotowe opuścić gniazdo i polować samodzielnie a dojrzałość płciową osiągają w wieku 3 do 12 miesięcy.